# Fórmula infantil

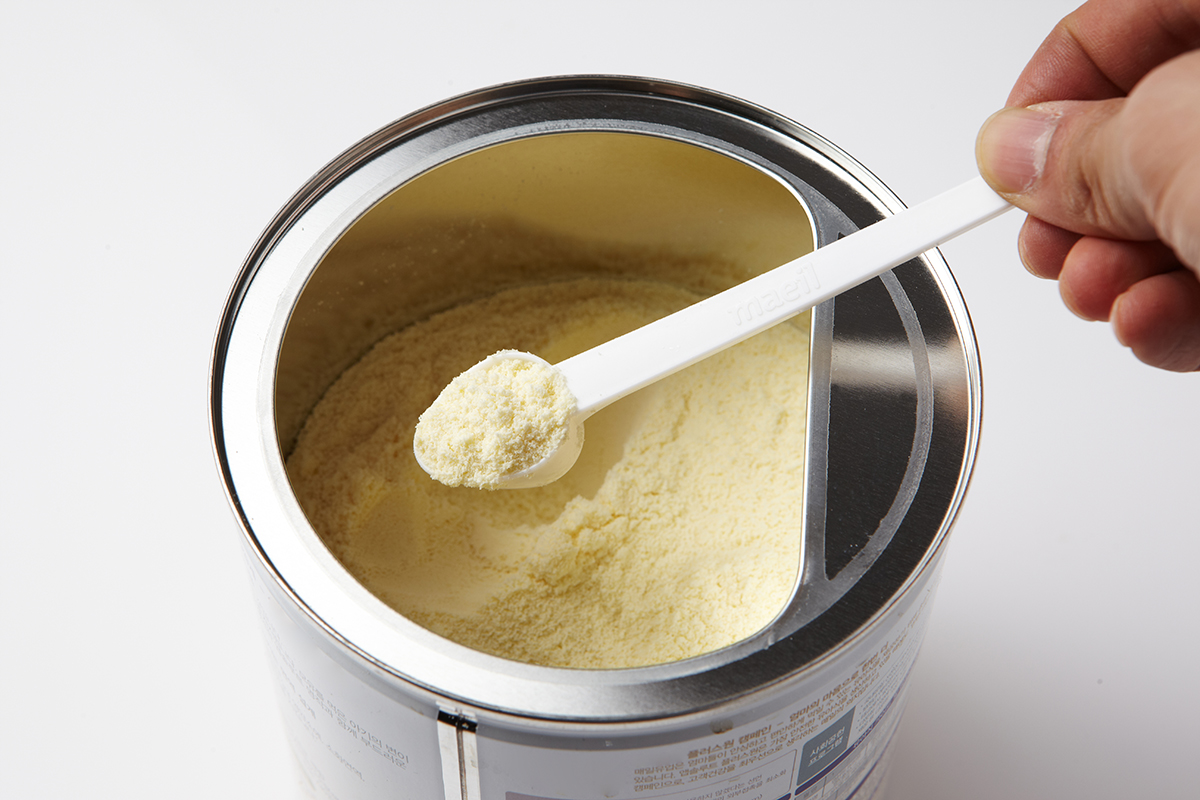
Fórmula infantil

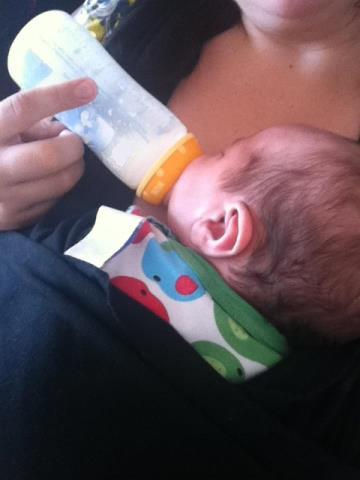
Recém-nascido alimentado com fórmula infantil através de biberão.

Fórmula infantil ou leite artificial é um alimento processado, concebido e comercializado para a alimentação de bebés e recém-nascidos com menos de 12 meses de idade. Geralmente, é preparado para ser administrado por biberão e vendido em pó (para ser misturado com água) ou em líquido (para ser ou não misturado com água). A fórmula infantil é um substituto parcial ou integral do leite materno, estando adequada para ser o único alimento consumido por bebés ou recém-nascidos.
Os fabricantes afirmam que a composição da fórmula infantil é concebida de forma aproximada ao leite materno cerca de um a três meses após o parto. No entanto, existem diferenças significativas no conteúdo nutricional nestes produtos. As fórmulas infantis mais comuns contêm soro de leite e caseína de leite de vaca purificado como fonte de proteínas, uma mistura de óleos vegetais como fonte de gordura, lactose como fonte de hidratos de carbono, uma mistura de vitaminas e sais minerais e outros ingredientes que dependem do fabricante. Existem também fórmulas infantis que usam soja como fonte de proteína, em vez do leite de vaca, e fórmulas que usam proteínas hidrolisadas em aminoácidos para crianças alérgicas a outras proteínas.
A Organização Mundial de Saúde afirma que a fórmula infantil preparada de acordo com os padrões Codex Alimentarius é um alimento complementar seguro e um substituto adequado do leite materno.